# ثوم مقدسي
الثوم المقدسي (باللاتينية: Allium hierosolymorum) نوع نباتي عشبي يتبع جنس الثوم من الفصيلة الثومية.

## الموئل والانتشار
ينتشر في بلاد الشام وتركيا.